# Tianjin Open 2018
Tianjin Open 2018 byl tenisový turnaj pořádaný jako součást ženského okruhu WTA Tour, který se hrál na otevřených dvorcích s tvrdým povrchem v mezinárodním tenisovém centru. Probíhal mezi 8. až 14. říjnem 2018 v čínském přímo spravovaném městě Tchien-ťinu, jakožto pátý ročník turnaje.
Turnaj s navýšeným rozpočtem 750 000 dolarů patřil do kategorie WTA International Tournaments. Nejvýše nasazenou hráčkou ve dvouhře se stala světová šestka Karolína Plíšková z České republiky, která dohrála jako poražená finalistka. Jako poslední přímá účastnice do dvouhry nastoupila americká 98. hráčka žebříčku Varvara Lepčenková.
Šestý singlový titul na okruhu WTA Tour a třetí z čínské půdy si odvezla 24letá Francouzka Caroline Garciaová. Druhou společnou trofej ve čtvyřhře túry WTA vybojoval americko-český pár Nicole Melicharová a Květa Peschkeová.

## Distribuce bodů a finančních odměn

### Distribuce bodů
| Soutěž  | vítězky | finalistky | semifinalistky | čtvrtfinalistky | 16 v kole | 32 v kole | Q  | Q2 | Q1 |
| ------- | ------- | ---------- | -------------- | --------------- | --------- | --------- | -- | -- | -- |
| dvouhra | 280     | 180        | 110            | 60              | 30        | 1         | 18 | 12 | 1  |
| čtyřhra | 280     | 180        | 110            | 60              | 1         | —         | —  | —  | —  |

### Finanční odměny
| Soutěž                              | vítězky  | finalistky | semifinalistky | čtvrtfinalistky | 16 v kole | 32 v kole | Q2     | Q1     |
| ----------------------------------- | -------- | ---------- | -------------- | --------------- | --------- | --------- | ------ | ------ |
| dvouhra                             | $163 265 | $81 251    | $43 663        | $13 068         | $7 195    | $4 444    | $2 160 | $1 270 |
| čtyřhra                             | $26 031  | $13 544    | $7 271         | $3 852          | $2 031    | —         | —      | —      |
| částka ve čtyřhře je uvedena na pár |          |            |                |                 |           |           |        |        |

## Ženská dvouhra

### Nasazení
| Stát                         | Hráčka              | WTA | Nasazení |
| ---------------------------- | ------------------- | --- | -------- |
| Česko                        | Karolína Plíšková   | 7.  | 1.       |
| Francie                      | Caroline Garciaová  | 8.  | 2.       |
| Belgie                       | Elise Mertensová    | 14. | 3.       |
| Bělorusko                    | Aryna Sabalenková   | 16. | 4.       |
| Čínská Tchaj-pej             | Sie Šu-wej          | 29. | 5.       |
| Chorvatsko                   | Petra Martićová     | 36. | 6.       |
| USA                          | Danielle Collinsová | 37. | 7.       |
| Řecko                        | Maria Sakkariová    | 43. | 8.       |
| Žebříček WTA k 1. říjnu 2018 |                     |     |          |

### Jiné formy účasti
Následující hráčky obdržely divokou kartu do hlavní soutěže:
- Liou Fang-čou
- Karolína Plíšková
- Jüan Jüe

Následující hráčka nastoupila do hlavní soutěže pod žebříčkovou ochranou:
- Timea Bacsinszká

Následující hráčky postoupily z kvalifikace:
- Jana Čepelová
- Misaki Doiová
- Barbora Krejčíková
- Veronika Kuděrmetovová
- Liou Fang-čou
- Čang Jü-süan

### Odhlášení
před zahájením turnaje
- Viktoria Azarenková → nahradila ji  Katie Boulterová
- Mihaela Buzărnescuová → nahradila ji  Tuan Jing-jing
- Maria Šarapovová → nahradila ji  Wang Ja-fan

### Skrečování
- Danielle Collinsová
- Kateryna Kozlovová
- Petra Martićová
- Elise Mertensová

## Ženská čtyřhra

### Nasazení
| Stát                                                                    | Hráčka                | Stát  | Hráčka              | WTA  | Nasazení |
| ----------------------------------------------------------------------- | --------------------- | ----- | ------------------- | ---- | -------- |
| Rumunsko                                                                | Irina-Camelia Beguová | Česko | Barbora Krejčíková  | 25.  | 1.       |
| Kanada                                                                  | Gabriela Dabrowská    | Čína  | Sü I-fan            | 25.  | 2.       |
| USA                                                                     | Nicole Melicharová    | Česko | Květa Peschkeová    | 32.  | 3.       |
| USA                                                                     | Kaitlyn Christianová  | USA   | Desirae Krawczyková | 120. | 4.       |
| Žebříček WTA k 1. září 2018; číslo je součtem umístění obou členek páru |                       |       |                     |      |          |

### Jiné formy účasti
Následující páry obdržely divokou kartu:
- Kuo Chan-jü /  Ču Lin
- Liou Jen-ni /  Wang Mej-ling

Následující pár nastoupil do čtyřhry z pozice náhradníka:
- Ankita Rainaová /  Emily Webleyová-Smithová

### Odhlášení
před zahájením turnaje
- Gabriela Dabrowská

### Skrečování
- Lara Arruabarrenová

## Přehled finále

### Ženská dvouhra
- Caroline Garciaová vs.  Karolína Plíšková, 7–6(9–7), 6–3

### Ženská čtyřhra
- Nicole Melicharová /  Květa Peschkeová vs.  Monique Adamczaková /  Jessica Mooreová, 6–4, 6–2